# Podolský profil
Podolský profil je přírodní památka hlavního města Prahy vyhlášená v roce 1988. Jedná se o bývalý stěnový lom, který odkryl sedimenty z období prvohor (hranice silur - devon) tvořené přídolským, lochkovským a pražským souvrstvím. Je také mezinárodně významným nalezištěm zkamenělin. Leží při pravém břehu řeky Vltavy v Praze 4 – Podolí a dnes se v jeho spodní části nachází plavecký stadion, který přírodní památka obklopuje.
Oblast je zajímavá nejen z geologického hlediska, ale slouží i jako útočiště mnoha druhů ptactva a je domovem drobné fauny. Utváří jedinečný krajinný ráz dané oblasti. V horních partiích sousedí přírodní památka s parkovou úpravou, která slouží k rekreaci občanů.
Vyskytují se zde vzácné druhy živočichů a rostlin. To je dáno především jedinečností jednotlivých biotopů na daném území. Jsou zde výslunné stráně lesostepního charakteru, na kterých je možné pozorovat skalní vegetaci tvořenou především kostřavou sivou a trávníky Festucion Valesiaceae. Díky skalním výchozům se zde nachází i vzácné druhy blanokřídlého hmyzu, zejména se jedná o kutilky a hrabalky. Obzvlášť unikátním nálezem byla kutilka Pemphredon podagrica, která zde má první zaznamenaný výskyt v ČR a je tak novým druhem pro Českou republiku a Slovensko. V PP Podolský profil bylo určeno neuvěřitelných 491 druhů motýlů, 19 druhů mandelinek a 42 druhů nosatců.
Ježci, ropuchy a další drobní živočichové nacházejí svůj úkryt především v horní části PP, kde je hustá vegetace tvořená různými dřevinami a křovinami. Jedná se většinou o přirozenou sukcesi, která není příliš upravovaná člověkem. Z ptáků sem zaletuje lovit silně ohrožený krahujec obecný, který zde má možná i své hnízdiště, dále se zde vyskytuje například ťuhýk obecný (Lanius collurio), žluna zelená (Picus viridis), slavík obecný (Luscinia megarhynchos) a mnohé další druhy.
Cílem ochrany této lokality je kromě zachování mezinárodně významného opěrného profilu ke globálnímu stratotypu silur–devon také podpora živých organismů vázaných na dané území.

## Lokalita
Přírodní památka Podolský profil se nachází v oblasti nad plaveckým stadionem Podolí (Podolská 43/74, Praha 4 Podolí) při pravém břehu řeky Vltavy. Horní část PP sousedí s parkovou úpravou v okolí ulic Nad Cementárnou a Na Kavčích horách. Jedná se o plochu ve tvaru podkovy směřované západním směrem o celkové výměře 2,75 ha. Území je v nadmořské výšce přibližně od 200 do 250 metrů.

## Historie

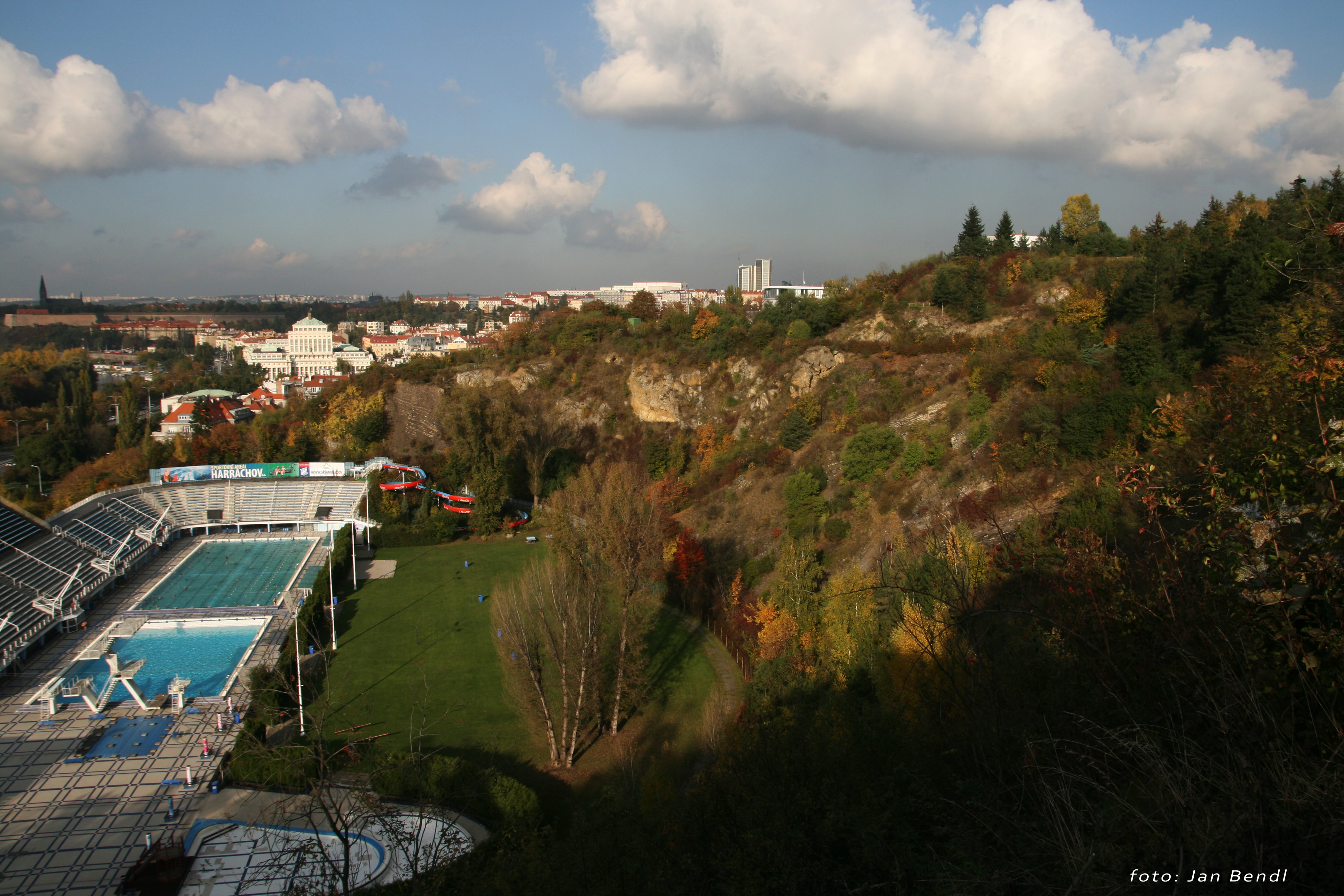
PP Podolský profil

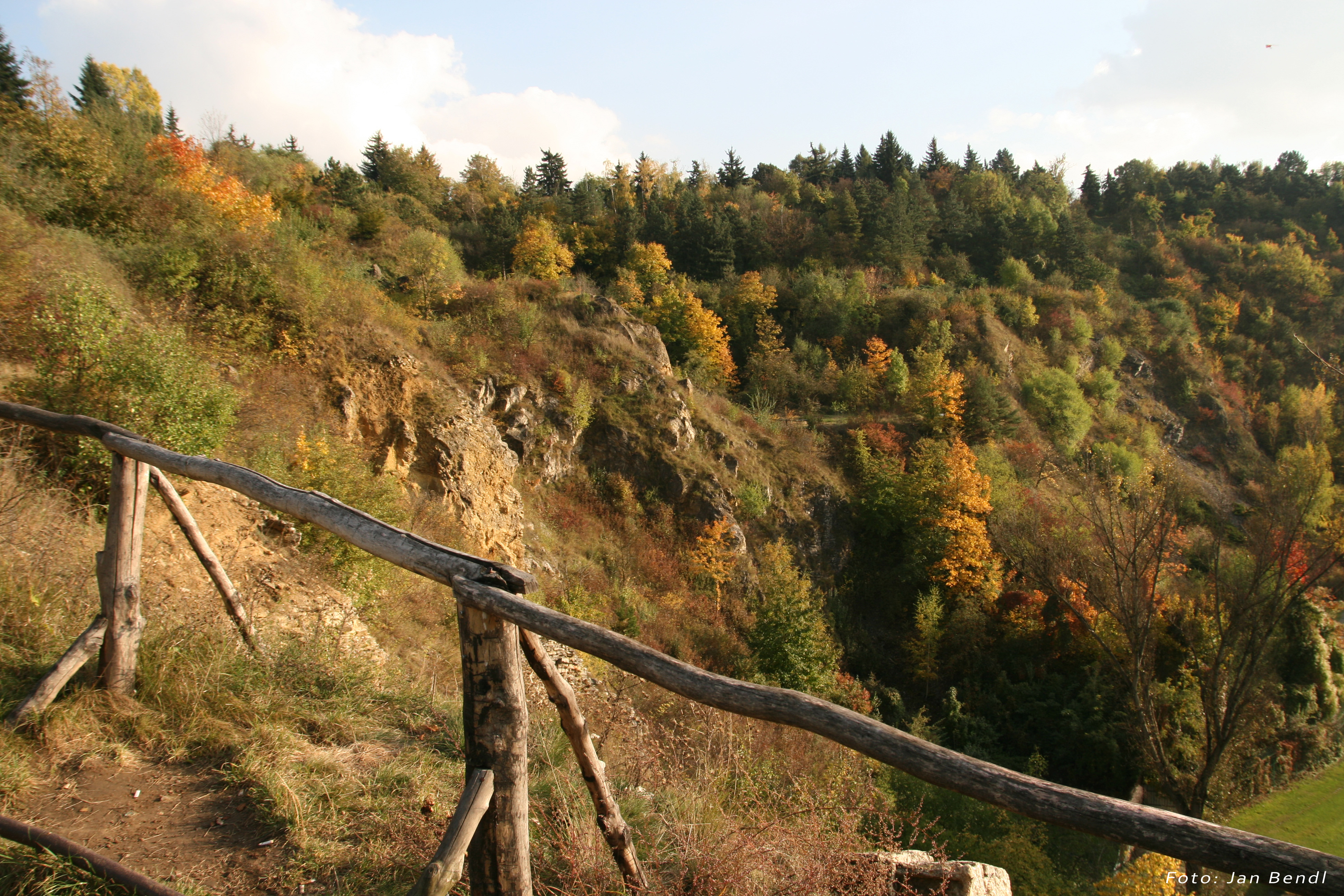
Výjimečný krajinný ráz, kdy je horizont PP tvořen pouze vegetací

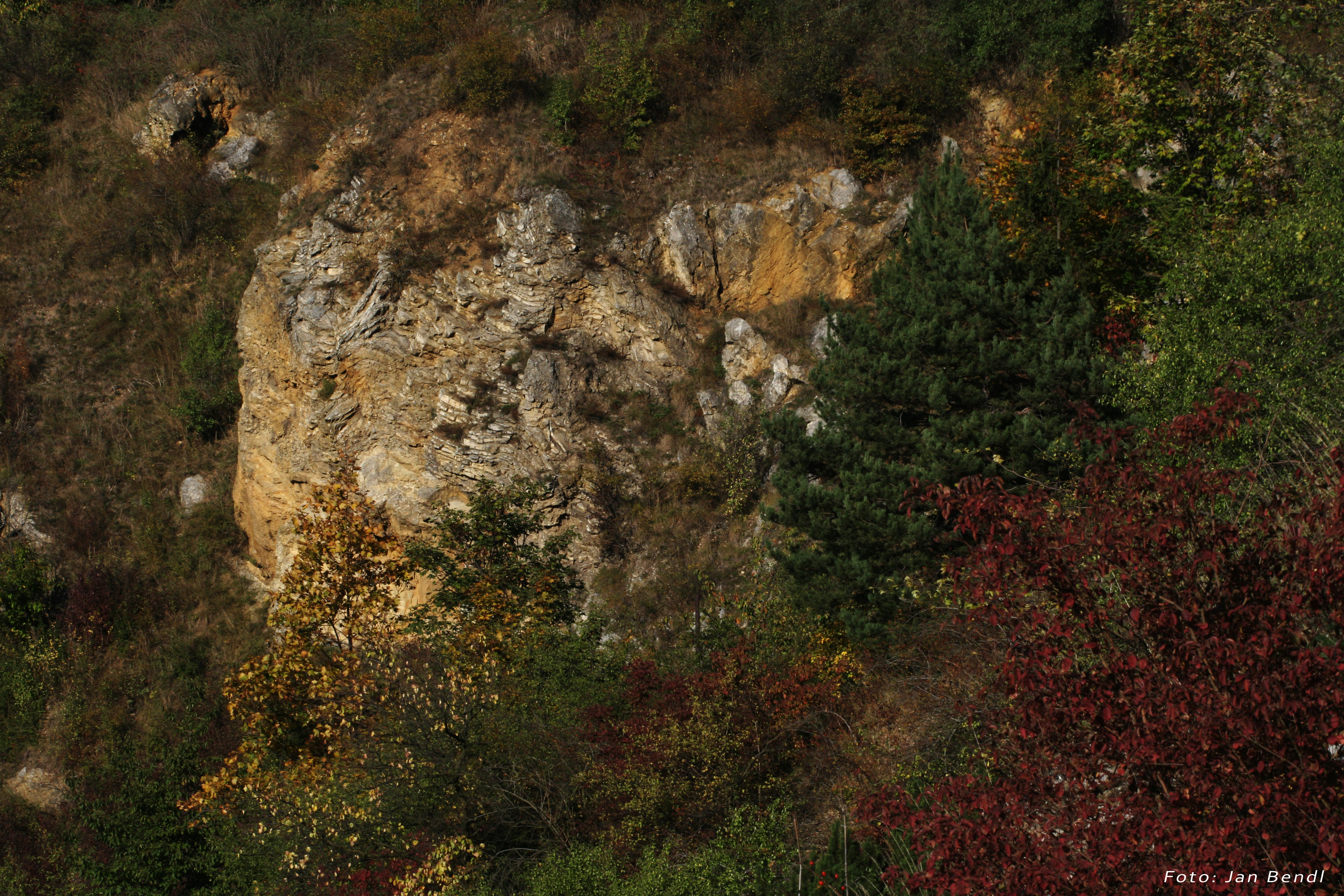
Výchoz paleozoických sedimentů

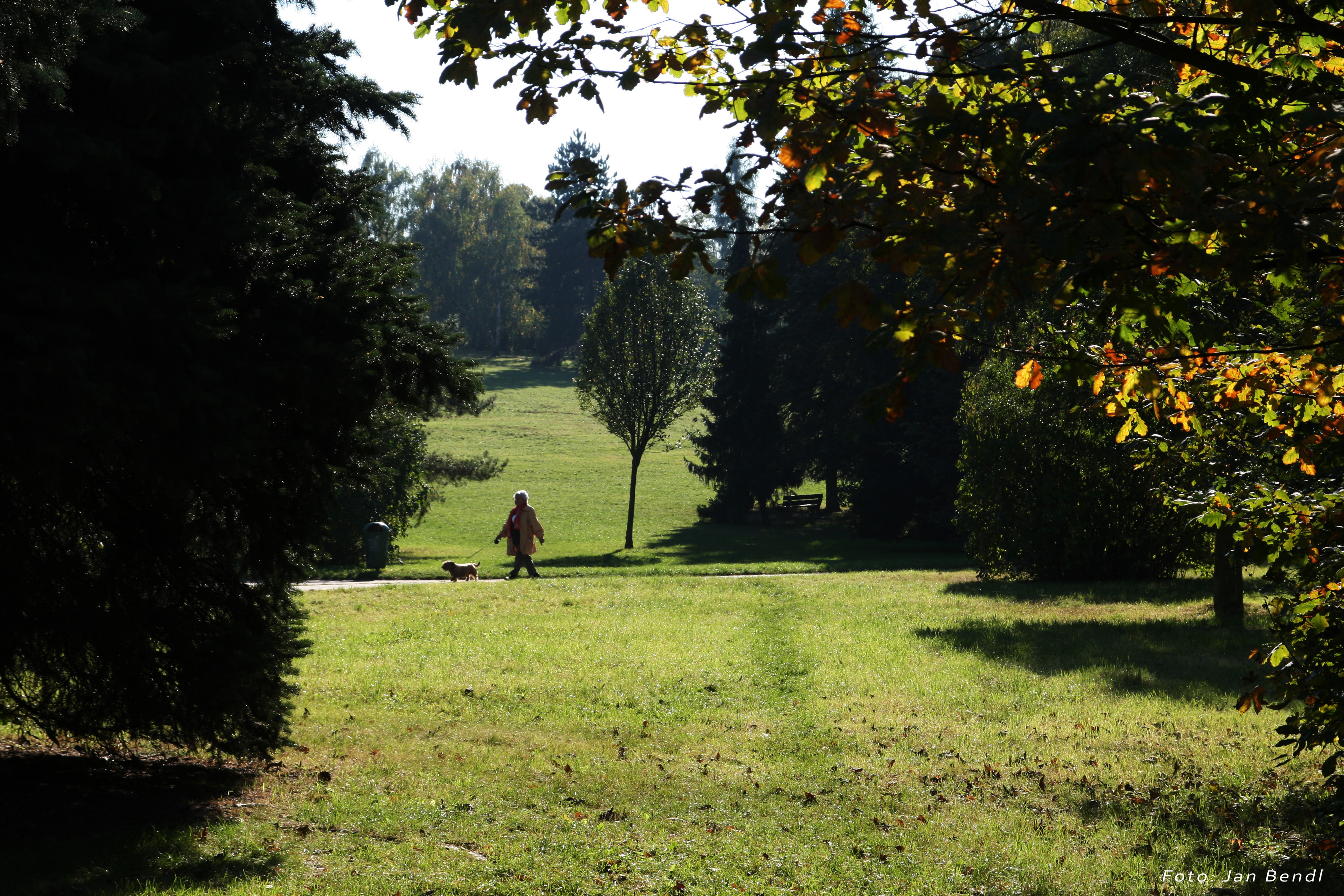
Park v horní části je součástí ochranného pásma PP Podolský profil a je významným zázemím PP především pro živočichy

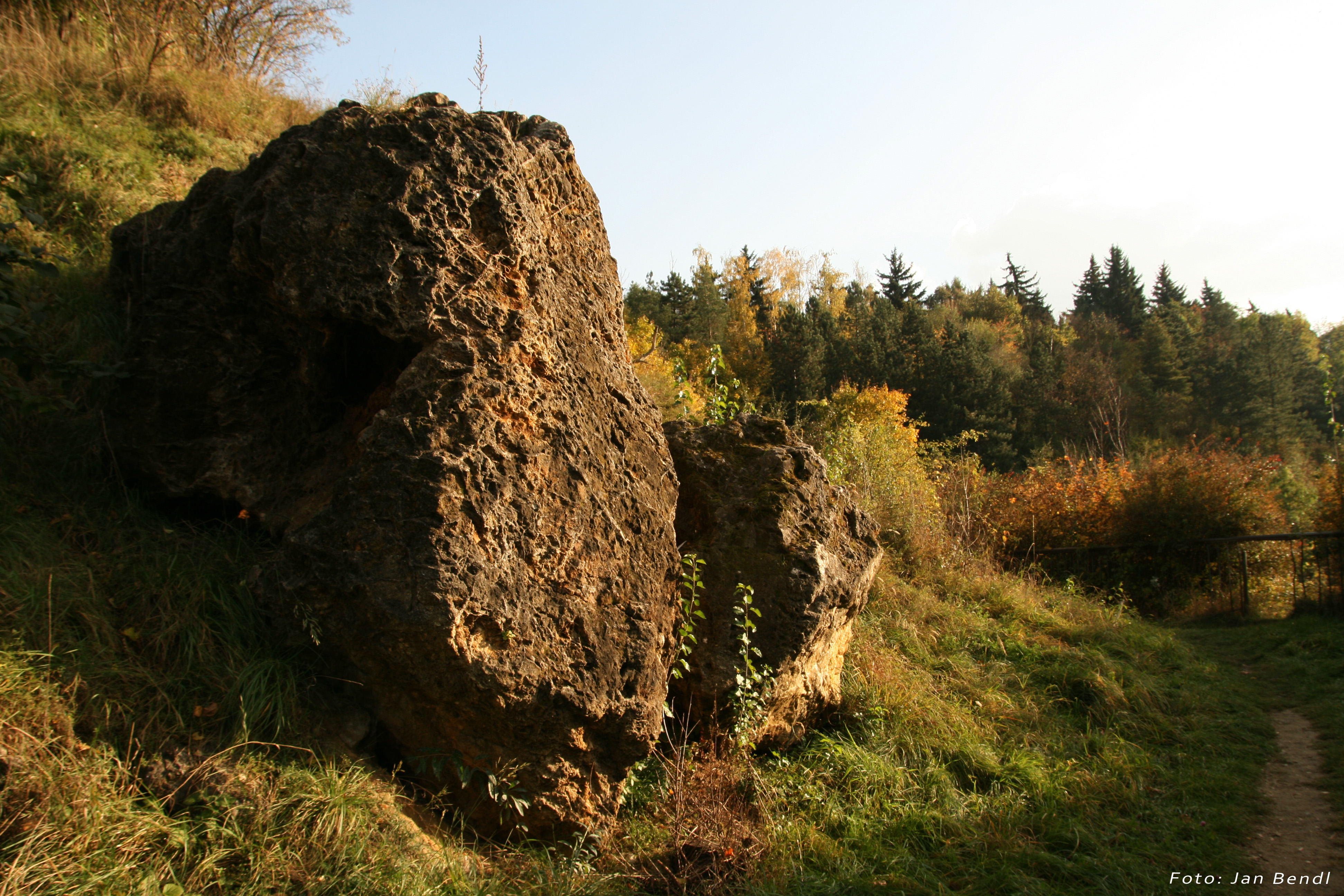
Geologická diverzita se zde snoubí s biologickou - paleozoický výchoz

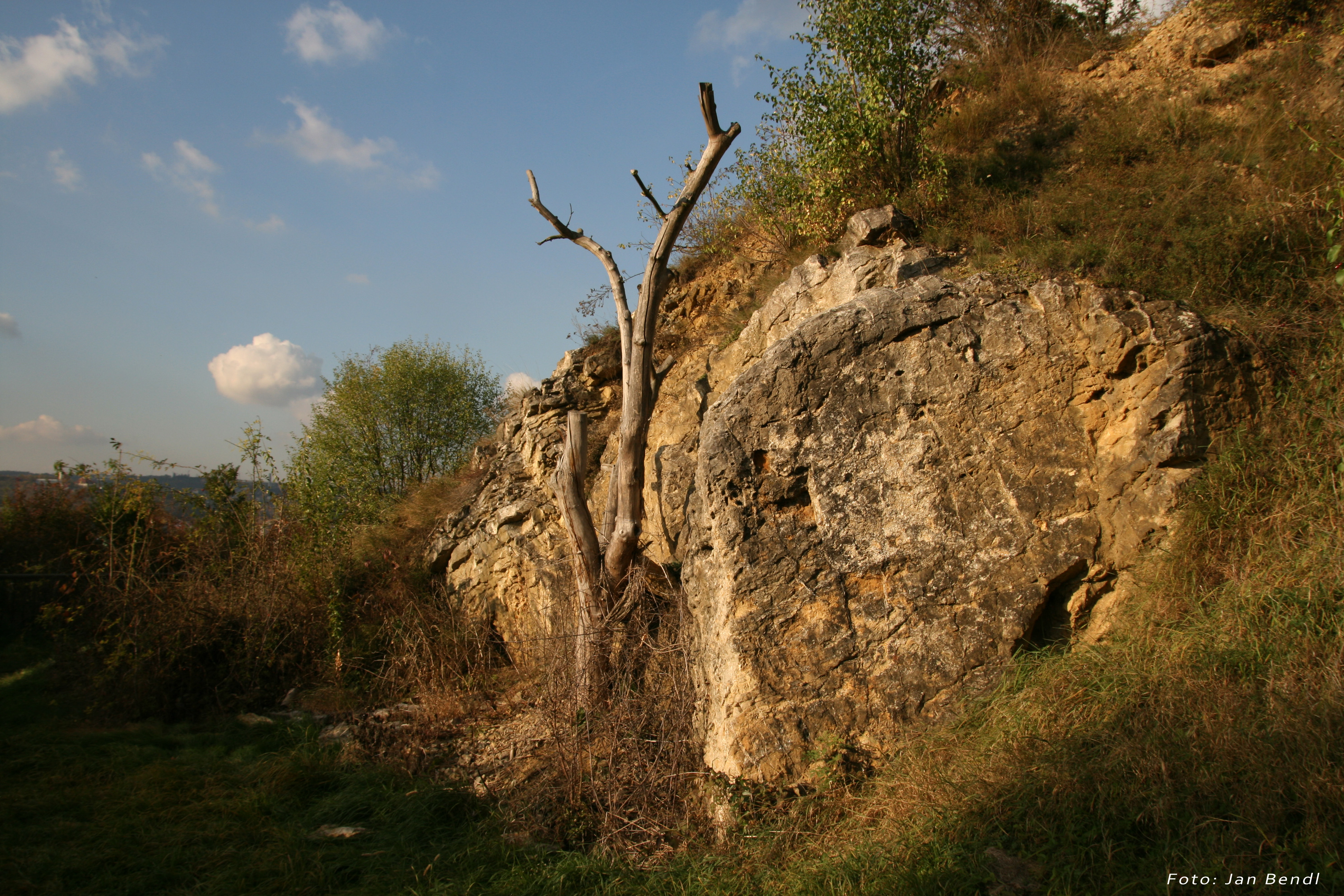
PP podolský profil

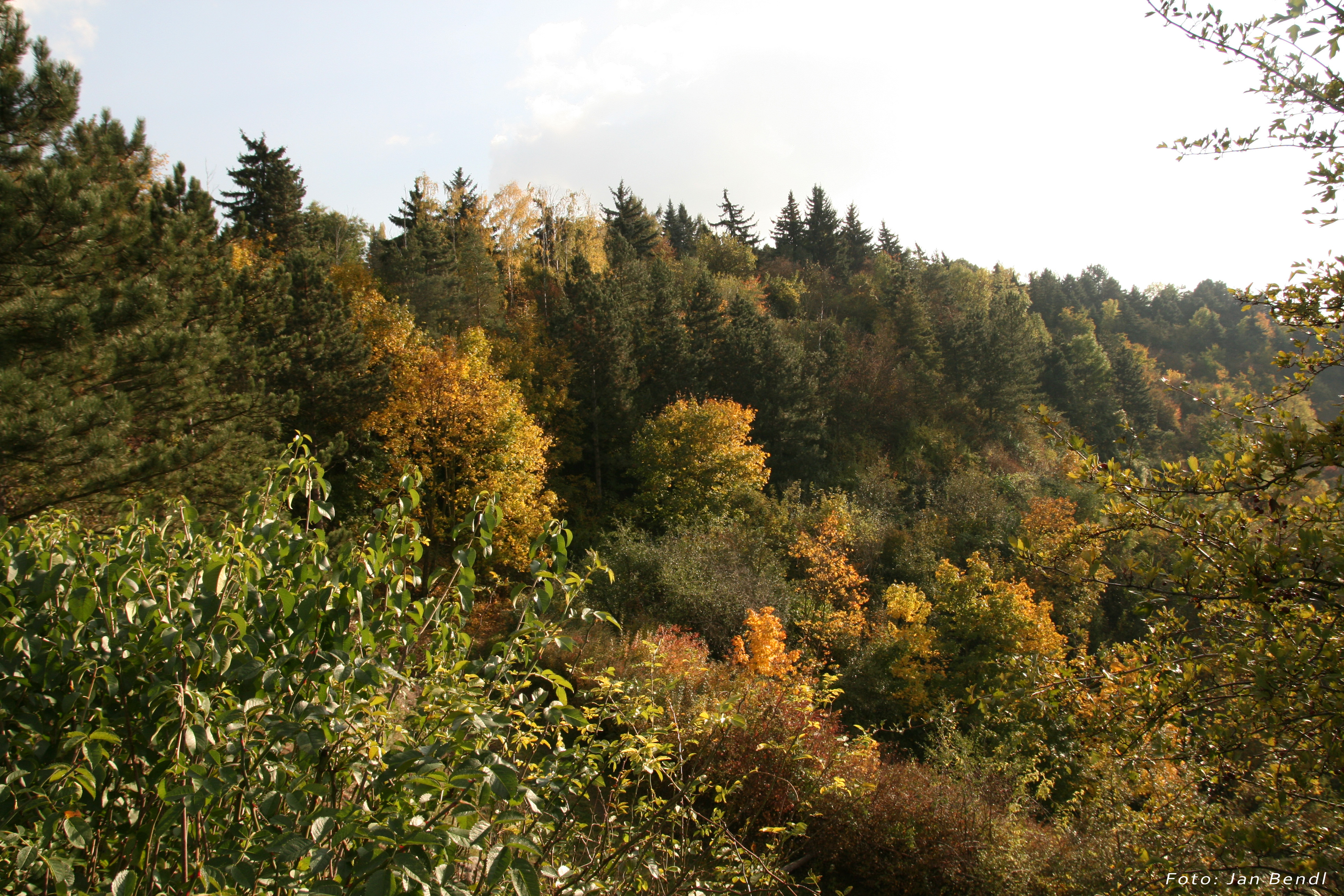
Vegetace v horní části PP poskytující úkryt mnohým živočichům.

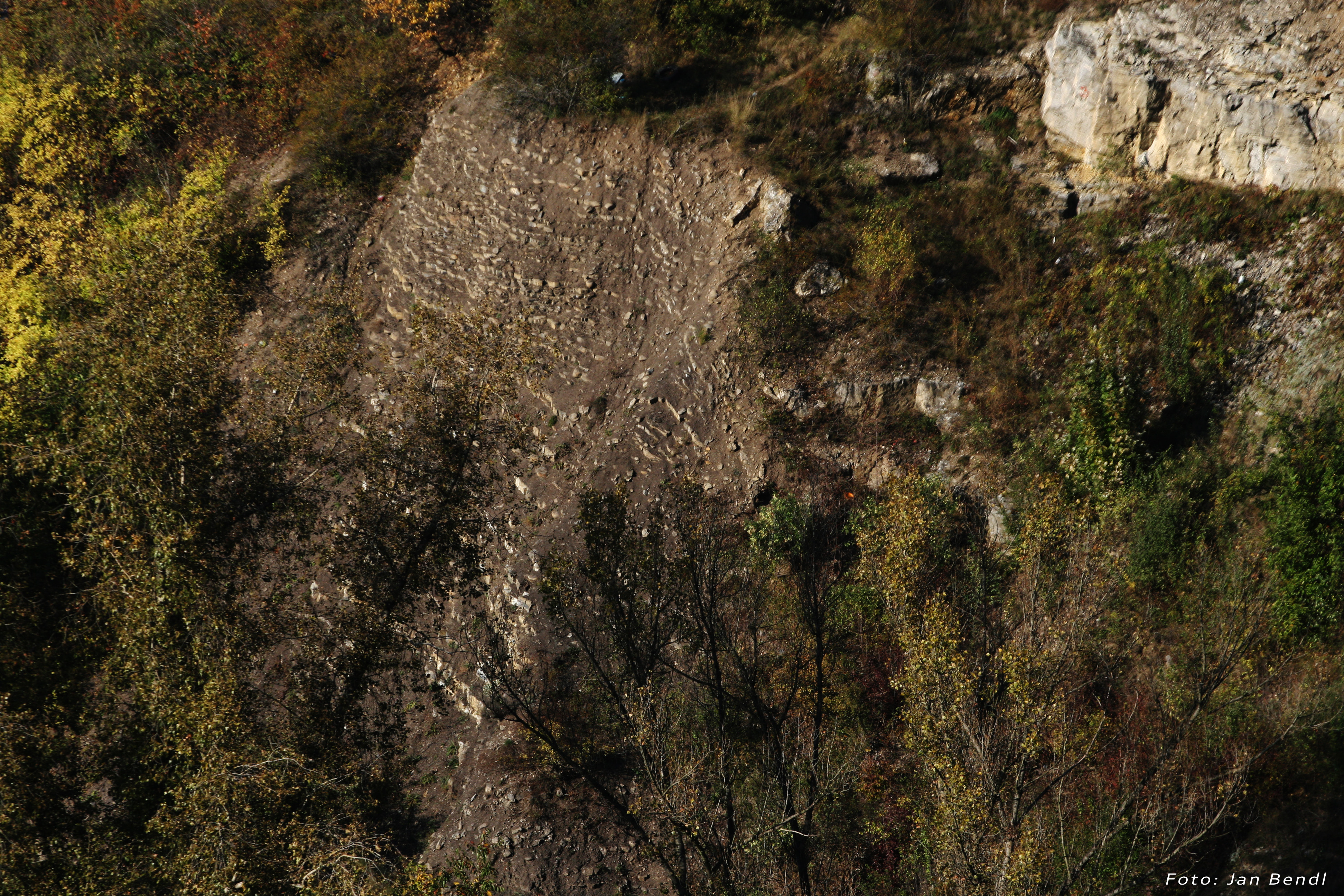
paleozoické sedimenty

První zmínky o těžbě vápence, díky které vznikl odkryv geologických souvrství, zaznamenal Francis Zeno roku 1770, zároveň popisuje i první zkameněliny. Těžba byla definitivně ukončena v roce 1941. Svahy byly delší dobu nezarostlé a až do 50. let 20. století na nich probíhala pastva ovcí a koz. Výstavba plaveckého stadionu Podolí na bázi lomu byla započata roku 1959. Ten je v provozu dodnes. Od té doby byl také areál PP Podolský profil oplocen, aby lidé nepronikali k bazénu bez zaplacení a stal se tak součástí plaveckého stadionu. Vzhledem k tomu, že plot přestal plnit svoji funkci a byl vystaven plot nový, oddělující plavecký stadion od PP ve spodní části, byl starý plot v roce 2009 odstraněn, čímž byla PP Podolský profil zpřístupněna veřejnosti. Vzhledem především k rekreačnímu využití oblasti se další těžba vápence neplánuje. Pravděpodobně díky atomovým krytům, které měly v dobách minulého režimu vzniknout v horní části přírodní památky z důvodu blízkosti areálu České televize, se dnešní areál Podolského profilu nezastavěl a byl zachován. Přírodní památka Podolský profil byla vyhlášena s evidenčním kódem ZCHÚ 1100 v roce 1988 (vyhláškou NVP č. 5/1988 Sb. NVP ze 4. července 1988).

## Přírodní poměry
Soulad geologické pestrosti s pestrostí sukcese na území PP Podolský profil vyvolává v návštěvníkovi dojem téměř netknuté přírody hornaté lokality, neboť horizont je tvořen pouze vegetací a není rušen žádnou vyčnívající zástavbou. Jedná se tak o nezvyklý kus divočiny v srdci Prahy, která nejen, že působí hezky z estetického hlediska, ale také hostí bohaté zastoupení flóry a fauny.

### Geologie
Oblast dle geologického členění spadá do Barrandienu, který je součástí Českého masivu. V této lokalitě jsou prvohorní vápencové usazené horniny.

Přírodní památka Podolský profil byla vyhlášena z důvodu mezinárodně významného referenčního profilu ke stratotypu silur - devon, kterým je profil na Klonku u Suchomast. Je zde možné pozorovat přechod mezi silurem a devonem, výjimečný je také jeden z mála dobře přístupných odkryvů požárského souvrství, ve kterém se skrývá mnoho druhů zkamenělin. Nejstarším zde pozorovaným souvrstvím (na bázi lomu) je souvrství přídolské, neboli požárské (svrchní silur), na něj navazuje souvrství lochkovské a pražské (spodní devon). Celková mocnost souvrství je zhruba 26 m, což vzhledem k obvyklé mocnosti 50 – 100 m svědčí o vzniku na vyvýšeném úseku pánevního dna.
Hranice mezi silurem a devonem je pozorovatelná uvnitř sledu tmavých deskovitých bituminózních vápenců s vložkami vápenitých břidlic pod akumulací hrubšího detritu krinoidů rodu Scypohocrinetis 
Přírodní památka Podolský profil je významnou paleontologickou lokalitou již od dob Joachima Barranda, který sám toto území studoval a obohatil zde své sbírky hlavně o zkameněliny mlžů, cefalopodů, graptolitů a trilobitů. Je zde též naleziště nejstarších zbytků ryb v České republice.
Ze zkamenělin se na této lokalitě vyskytují mlži rodu Dualina, Vevoda, Vlasta, Neklania, Antipleura bohemica, který je typický pro spodní devon. Dále trilobit Warburgella rugosa, v oblasti mladšího devonu pak tentakulit Paranowakia bohemica, trilobiti z rodu Odontochile a trilobit Reedops cephaloides. Vyskytují se zde i ramenonožci , mechovky, koráli a další živočichové.

### Flóra
Přímo na strmých skalních stěnách PP se vyskytují společenstva hercynské skalní vegetace, která jsou tvořena především kostřavou sivou (Festuca pallens). Tato společenstva pokrývají zhruba 40 % celkové plochy Podolského profilu. Dalších 15 % pak tvoří úzkolisté suché trávníky sv. Festucion valesiaceae, které jsou na méně strmých svazích s hlubší půdou. Na skalním odkryvu se dále vyskytují početné populace ohroženého trýzelu škardolistého (Erysimum crepidifolium), méně hojný je sesel fenyklový (Seseli hippomarathrum), kostřava walliská (Festuca valesiaca), strdivka sedmihradská (Melica transsilvanica) a skalník celokrajný(Cotoneaster integerrimus), který preferuje výslunné stanoviště a okraje křovin.
Z dřevin se vyskytuje dříve vysazená nepůvodní borovice černá (Pinus nigra), žanovec měchýřník (Colutea arborescens), jalovec (Juniperus), javor (Acer), jírovec maďal (Aesculus hippocastanum) a další. Dochází zde ke spontánní sukcesi nejrůznějšími křovinami, zejména v horní části přírodní památky. Ta plynule navazuje na parkovou úpravu, která je součástí ochranného pásma přírodní památky.
V nedaleké blízkosti, na území nově vyhlašované přírodní památky Dvorecké stráně, která vegetačně přímo navazuje na přírodní památku Podolský profil, se nachází lipový háj, kde roste početná populace okrotice bílé (Cephalanthera damasonium). Vyskytuje se zde několik set jedinců této ohrožené (C3) rostliny, která patří mezi orchideje, tudíž je na seznamu CITES.
Seznam všech druhů zjištěných při orientačním průzkumu z roku 2008 je k dispozici v Plánu péče o přírodní památku Podolský profil na období 2010–2024.

### Fauna
I z hlediska fauny je lokalita Podolský profil zajímavá. Zejména horní část PP je místy hustě zarostlá keři, které umožňují úkryt drobných živočichů, jako jsou například ježci. Vyskytuje se zde i jinak typicky lesní plž vřetenovka hladká (Cochlodina laminata). Na stepní biotopy skalních výchozů jsou vázány i vzácnější druhy bezobratlých živočichů, včetně blanokřídlého hmyzu. Jedná se například o kriticky ohroženou hrabalku Auplopus rectus a kutilku Belomicrus italicus. Unikátním nálezem je kutilka Pemphredon podagrica , která představuje nový druh pro ČR. Je známá z Rakouska a Německa a zde byla v roce 2007 poprvé objevena pro Českou republiku a Slovensko. Z ptáků sem zaletuje lovit silně ohrožený krahujec obecný (Accipter nisus), u kterého je možné, že má i na této lokalitě své hnízdiště. Dále byl potvrzen výskyt ťuhýka obecného (Lanius collurio), vrabce polního (Passer montanus), žluny zelené (Picus viridis), slavíka obecného (Luscinia megarhynchos) a dalších ptačích druhů.

V bezprostředním okolí PP Podolský profil bylo navíc zaznamenáno 491 druhů motýlů, 42 druhů nosatců a 19 druhů mandelinek.

## Ochrana
Přírodní památka Podolský profil byla vyhlášena v roce 1988, spravuje ji Magistrát hlavního města Prahy. Byla vyhlášena z důvodu geologicky významného odkryvu z období silur–devon a jako naleziště paleontologických nálezů, proto je její ochrana zaměřena především na zachování geologického profilu. Cílem je, aby byl odkryv viditelný a nezarůstal příliš náletovými dřevinami, proto je v Plánu péče zmíněná jejich částečná redukce. Dlouhodobým cílem pak je redukce nepůvodních druhů rostlin a jejich nahrazení původními (například trnkou, šípkem, meruňkou, třešní a dalšími).Je zde taktéž snaha na některých místech o zachování lesostepní vegetace, čemuž by vypomohlo prosvětlení určitého území. Zoologický monitoring z let 2007 a 2008 prokázal na těchto místech vyskytující se vzácnější druhy bezobratlých, především pak blanokřídlého hmyzu, vázané na tento typ biotopu. Postupně vzniklý ekosystém si nyní zasluhuje neméně takovou ochranu jako paleontologické nálezy.
Z hlediska ochrany nelze opomenout, že horizont přírodní památky tvoří pouze vegetace, což vytváří jedinečný krajinný ráz této lokality.
Dne 9. října 2011 byla odvysílána reportáž ČT pořadu Nedej se (viz Externí odkazy) o chystané výstavbě v ochranném pásu PP v oblasti dřívějšího zahradnictví. Ochranným pásmem je území do vzdálenosti 50 m od hranice PP. Vyskytuje se zde cenná vegetace, která je zároveň domovem mnohých živočichů a plní tak jedinečnou funkci v utváření celkového ekosystému dané oblasti. Jakákoliv zástavba v ochranném pásmu by tak neblaze ovlivnila PP Podolský profil a krajinný ráz celé lokality vltavského údolí.